# Anna Simon
Anna Simon (ur. 26 stycznia 1862 w Berlinie, zm. 22 czerwca 1926 tamże) – niemiecka polityk i parlamentarzystka, członek SPD.
Od 1880 r. związała się z ruchem robotniczym. Należała do Socjaldemokratycznej Partii Niemiec. Od 1980 w okręgowych władzach związku zawodowego robotników przemysłu włókienniczego, od 1911 w brandenburskich strukturach partii. W styczniu 1919 została deputowaną do niemieckiego Zgromadzenia Narodowego, kandydując z listy SPD w okręgu Prusy Zachodnie. Posłanka do Landtagu Prus w latach 1921-1924.